# Wolfgang Schürger
Wolfgang Schürger (* 1964 in Nürnberg) ist ein evangelischer Theologe.

## Leben
Schürger studierte Evangelische Theologie. Nach seinem Examen im Jahr 1991 promovierte er 1994 zum Dr. theol. und wurde im Jahr 2000 an der Augustana-Hochschule Neuendettelsau habilitiert, wo er seitdem als Privatdozent lehrt. Als Pfarrer der Evangelisch-Lutherischen Kirche in Bayern war er zunächst im Dekanat Nürnberg tätig, leitete von 2001 bis 2009 das Referat Diakonie und gesellschaftsbezogene Aufgaben im Landeskirchenamt München und ist seitdem Beauftragter für Umwelt- und Klimaverantwortung der Landeskirche. Als Autor verfasste er mehrere Werke. 2018 wurde er mit der Bayerischen Staatsmedaille für besondere Verdienste um die Umwelt ausgezeichnet.

## Werke (Auswahl)
- Bewahrung der Schöpfung – Christliche Hoffnung für die Erde, Verkündigung und Forschung Bd. 66 (2021), 31–47.
- Schwule Theologie. Identität – Spiritualität – Kontexte, Stuttgart 2007 (=Forum Systematik Bd. 23), Amt und Ordination, Deutsches Pfarrerblatt, Heft 4/2006, 175f.
- Genötigt zur Interpretation – zur gemeinsamen Verantwortung von systematischer und religionspädagogischer Theologie, in: Religionspädagogik als Mitte der Theologie?, hrsg. v. Martin Rothgangel und Edgar Thaidigsmann, Stuttgart 2005, 149–162.
- Pluralität als Chance. Von der protestantischen Tradition für das 21. Jahrhundert lernen, in: Nachrichten der Evangelisch-Lutherischen Kirche in Bayern 5/2003, 141–146.
- Altes Buch mit neuem Leben. Der Umgang mit biblischen Texten in den Basisgemeinden in Lateinamerika als Herausforderung für Europa, Una Sancta 1/2003, 62–69
- Wirklichkeit Gottes und Wirklichkeit der Welt. Theologie im Konflikt der Interpretationen, Stuttgart 2002 (= Forum Systematik Bd. 12)
- Segnung von gleichgeschlechtlichen Paaren. Bausteine und Erfahrungen. Gütersloher Verlagshaus, Gütersloh 2002, ISBN 3-579-05560-7.
- Theologie auf dem Weg der Befreiung. Geschichte und Methode des Zentrums für Bibelstudien in Brasilien, Erlangen 1995